# Miwa Ueda
Miwa Ueda é uma mangaka e a autora de Peach Girl e de Angel Wars. Seu último trabalho no momento é Papillon: Hana to Chou ("Casulo: Flor para Borboleta"). É dito que mora em Hyogo, Japão. Começou a publicar seus trabalhos em 1985, e já trabalhou ao lado de Naoko Takeuchi, autora de Sailor Moon.